# Рисовий хліб
Рисовий хліб — хліб, що складається більше з рисового борошна, ніж з пшеничного борошна Такий хліб може бути зовсім безглютеновим і не спричинить побічних реакцій у людей з непереносимістю глютену. 
В'єтнамський традиційний багет бань мі виготовляється із суміші пшеничного та рисового борошна, а іноді й лише з рисового, що робить його текстуру повітряною та хрусткою. 
Ліберійський рисовий хліб традиційно готується з рисового борошна, бананового пюре, масла, яєць, з додаванням харчової соди, цукру, солі, води та тертого імбиру. 
Хліб виготовлений лише з рисового борошна має відмінну від звичайного хліба текстуру, тому такий хліб завжди з домішками (додається пшеничне борошно або інші згущувачі). У 2001 році дослідницька група в Ямагатському університеті використала технології піноутворення для того, щоб зробити хліб на 100% з рисового борошна. 